# Козоріг (сузір'я)
Козорі́г (лат. Capricornus) — зодіакальне сузір'я південної півкулі неба, розташоване між Водолієм і Стрільцем. Поряд розташовані сузір'я Мікроскопа, Південної риби та Орла.
Сузір'я Козорога розташоване у нижній частині екліптики 270°—300°. Сонце перебуває в сузір'ї з 19 січня до 16 лютого.

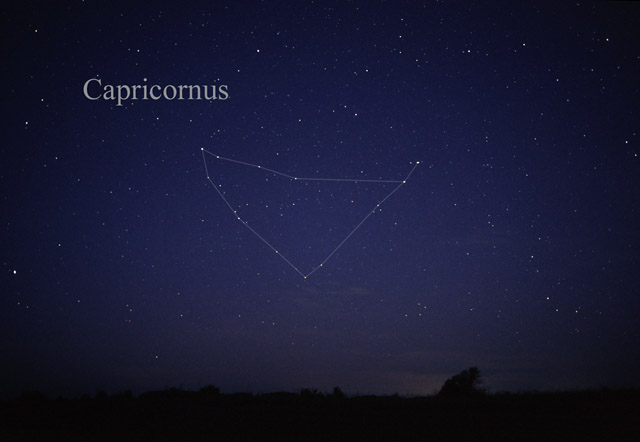
Козоріг неозброєним оком

Найсприятливіші умови для спостережень — у липні-серпні. Його зорі утворюють силует, що нагадує перевернутий капелюх.
Складається із зір не яскравіших третьої величини. Найяскравіша зоря — δ Козорога (Шедді) — має блиск 2,85m. Найцікавіший об'єкт у Козорозі — кулясте скупчення Месьє 30 із досить щільним ядром.

## Особливості

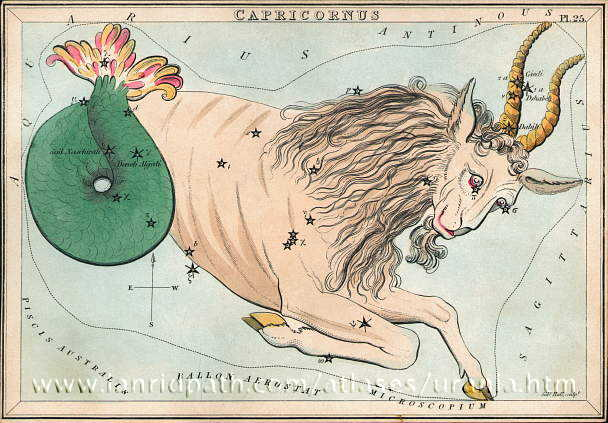
Сузір'я Козорога із «Дзеркала Уранії», набору тематичних карток виданого у Лондоні, близько 1825 року

Це сузір'я найменш яскраве в Зодіаку (за винятком Рака). Його найяскравіші зорі утворюють трикутник, вершинами якого є α Козорога, оптична подвійна, а кожна зі складових її зір своєю чергою фізична потрійна), Шедді (δ Козорога), та ω Козорога.

## Історія
2 тис. років тому, коли в Стародавній Греції складалися назви сузір'їв, у Козорозі перебувала точка зимового сонцестояння (яка тепер через прецесію перебуває у сузір'ї Стрільця); із цим пов'язана назва південного тропіка — тропік Козорога. Давній філософ Макробій вважав, що Сонце, пройшовши найнижчу точку, починає дертися вгору, немов гірський козел, що прямує до вершини. Сузір'я включено до каталогу зоряного неба Клавдія Птолемея «Альмагест».
Саме в цьому сузір'ї, поблизу Денеба Альгеді (δ Козорога), 23 вересня 1846 року Йоган Галле і Генріх Луї д'Аррест відкрили планету Нептун, оскільки Козорога найкраще видно з Європи о 4:00 у вересні. Хоча за сучасними межами сузір’їв, встановленими на початку 20 століття, Нептун перебував у межах Водолія на момент його відкриття.
На першій російській зоряній карті, складеній за наказом Петра I 1699 року І. Ф. Копієвським, це сузір'я позначене як Козел, або Козорожек. Але за сузір'ям було закріплено назву міфічної тварини. Закохані в Елладу астрономи вирішили, що це коза Амальтея, яка вигодувала Зевса. Ланцюгова реакція міфологізації спричинила появу дивовижних зображень сузір'я у вигляді істоти з козлячою мордою й риб'ячим хвостом.

## Міфологія
Давні люди називали це сузір'я «риба-коза», зображали як фігуру козла з витими рогами й довгим закрученим хвостом риби на багатьох зоряних картах. Інколи ототожнюється з богом лісів, полів і пастухів козлоногим Паном, сином Гермеса. Він злякався стоголового велетня Тифона й нажаханий кинувся у воду. Відтоді став водним богом і провісником бур, у нього виріс риб'ячий хвіст. Вважалося, що він посилає на землю рясні дощі.
За іншою легендою, Козоріг походить від Епіана, що виріс разом із Зевсом на острові Крит неподалік від гори Іда та виховувався разом із ним. Коли Зевс почав боротьбу проти свого батька Кроноса, щоб захопити владу над Небом і Землею, Козоріг допомагав йому. Щоб віддячити, Зевс перетворив його на сузір'я й залишив на небі. За іншою легендою — це коза Амальтея, що вигодувала своїм молоком та «рогом достатку» Зевса.
Знак Козорога означає, що в результаті еволюції Риба перетворюється наполовину на тварину, зберігаючи тільки частину тіла риб'ячою. Над Козорогом зображено бога Гора, у правій руці у нього анкх, у лівій — уас. Гор, за уявленням стародавніх єгиптян, бог-добродійник, що перебував у вічній боротьбі з богом Сетом — уособленням зла. За найпоширенішою давньогрецькою легендою — козлоногий бог Пан.
Індійці назвали це сузір'я Макара, тобто чудо-дракон, теж наполовину козел, наполовину риба. Деякі народи зображали його напівкрокодилом — напівптахом. Подібні уявлення існували й в Південній Америці. Коли Сонце вступало до сузір'я Козорога, індіанці святкували Новий рік, вдягаючи для церемоніальних танців маски, що зображали козлині голови. А ось аборигени-австралійці називали його сузір'ям Кенгуру, за яким женуться небесні мисливці, щоб убити й засмажити його на великому багатті.
В давнину називалося Козлом, Козою, а в арабів — Козеням (араб. аль-Джаді). У багатьох давніх народів козу шанували як священну тварину й приносили дар богам — жертовного козла. Саме з такими звичаями та з цим сузір'ям пов'язане уявлення про «козла відпущення» — Азазеле. Азазель («козловідпущення») — ім'я одного з козлоподібних богів, демонів пустелі. У день козловідпущення обирали двох козлів: один — Богу, інший — Азазелю. Спочатку приносили жертву богу, а на іншого козла перекладали всі гріхи народу. Після цього його відпускали в пустелю. Пустеля була символом підземного царства та природним місцем для гріхів.

## Зорі
Козоріг — це слабке сузір'я, лише одна зоря має зоряну величину вище 3; його альфа має зоряну величину лише 3,6.
Найяскравішою зорею в Козорізі є δ Козорога, яку також називають Денеб Альгеді, з зоряною величиною 2,9. Вона розташована на відстані 39 світлових років від Землі. Як і кілька інших зір, таких як Денебола і Денеб, вона названа на честь арабського слова «хвіст» (денеб); його традиційна назва означає «хвіст козла». Денеб Альгеді — змінна зоря типу Бета Ліри (тип затемненої подвійної системи). Він коливається приблизно на 0,2 зоряної величини з періодом 24,5 години.
Інші яскраві зорі в Козорозі мають величину від 3,1 до 5,1. α Козорога — кратна зоря. Первинна (α2 Cap), 109 світлових років від Землі, є гігантською зорею жовтого кольору з величиною 3,6; вторинна (α1 Cap), розташована на відстані 690 світлових років від Землі, є надгігантом жовтого кольору з величиною 4,3. Ці дві зорі можна розрізнити неозброєним оком, і обидві самі є кратними зорями. α1 Козорога супроводжує зоря 9,2 зоряної величини; α2 Козорога супроводжує зоря зоряної величини 11,0; ця слабка зоря сама по собі є подвійною, з двома компонентами 11 зоряної величини. Традиційні назви α Козорога, які також називаються Альґеді або Гіді, походять від арабського слова «малюк», яке належить до міфології сузір’я.
β Козорога — подвійна зоря, також відома як Дабі. Це гігантська зоря жовтого відтінку величиною 3,1 знаходиться за 340 світлових років від Землі. Вторинна — біло-блакитна зоря, зоряної величини 6,1. Дві зорі можна розрізнити в бінокль.Традиційна назва β Козорога походить від арабської фрази, яка означає «щасливі зорі забійника», що належить до ритуальних жертвоприношень, які виконували стародавні араби під час геліакічного сходу Козорога. Ще одна зоря, яку можна побачити неозброєним оком, — це γ Козорога, яку іноді називають Нашірою («несе добрі новини»); це гігантська зоря білого відтінку величиною 3,7 за 139 світлових років від Землі. π Козорога — це подвійна зоря з синьо-білою основною зоряною величиною 5,1 і білою вторинною величиною 8,3. Знаходяться вони 670 світлових років від Землі, і компоненти можна розрізнити в невеликий телескоп.